# Dahlia (groupe)
Pour les articles homonymes, voir Dahlia.
Dahlia est un groupe de rock français. Le groupe totalise trois albums et plus d'une centaines de concerts, dont certains joués en Afrique et en Allemagne.

## Biographie
Le groupe est formé en 1999, de la collaboration de deux musiciens rennais : Armel Talarmain et Guillaume Fresneau. Ils jouent ensemble depuis 1994 sous le nom d'Acoustic Flush avant de prendre le nom définitif de Dahlia en mars 1999, à l'occasion de l'enregistrement de leur premier EP Beads of Word. Ils rejoignent très vite le label indépendant Yapucca en 2001 après avoir fait leurs premières armes sur la scène rock rennaise. Dahlia fera la première partie du groupe Tarmac durant toute leur tournée 2002. Le groupe se cherche encore dans des sonorités acoustiques folk avec guitares et violoncelle et une dualité de langues entre le français et l'anglais.
À l'automne 2002, le groupe enregistre son premier effort, l'éponyme Dahlia, dans les Studios Etages Ion à Bruxelles, en Belgique, sous la houlette du producteur belge Duke Baudhuin (Venus, Tagada Jones) et le duo est rejoint par Yves-André Lefeuvre à la batterie pour les sessions d'enregistrement. Le tout sera mixé par Gilles Martin à l'été 2003 toujours à Bruxelles. Dahlia sort en 2003. Après sa tournée des festivals cette même année, le groupe signe chez la major Wagram Music avec laquelle ils enregistreront leur deuxième opus, qui sera enregistré cette fois-ci près de leur ville natale de Rennes. L'album, intitulé Le Grand jeu, est publié le 18 avril 2005, et atteint la 198e place des Top Albums France. C'est Dominique Ledudal qui se charge de l'enregistrement et du mixage de l'album, album qui sonnera plus rock que le précédent avec l'apport de beaucoup plus de guitares électriques. Durant les enregistrements, des invités sont conviés : ainsi, le guitariste Guillaume Jouan (Miossec, Karin Clercq), les claviers de Thomas Schaettel (Santa Cruz, Mr Lab) ou encore les musiciens de Tarmac (Philippe Almosnino, Yvo Abadi et Pierre Dubost) font leurs apparitions.
Après une tournée conséquente en 2006, qui les amène jusqu'aux Eurockéennes de Belfort, le groupe prépare un troisième opus. Ils publient donc leur dernier album, Une lumière dans les ombres, en 2009. Produit par Rudy Coclet, le groupe se fait à nouveau accompagner par Yves-André Lefeuvre à la batterie et Thomas Schaettel aux claviers. Entretemps, Guillaume a aussi monté le projet Redeye en 2008. Le groupe ne donne plus signe d'activité depuis 2010.

## Discographie

### Albums studio
- 2003 : Dahlia
- 2005 : Le Grand Jeu
- 2009 : Une lumière dans les ombres